# Patrick Jumpen
Patrick Jumpen est un groupe de jumpstyle néerlandais, originaire de Valkenswaard. Il se compose de deux « jumpeurs » et danseurs Patrick Mantizz (producteur) et Dion Teurlings. Patrick Jumpen est également le surnom de Patrick J. Pereira.

## Biographie
Patrick Mantizz (de son vrai nom Patrick J. Pereira) est originaire de Dommelen, à Valkenswaard. Il est connu pour un certain nombre de clips publiés sur Google Vidéos et YouTube, où il a passé beaucoup de temps à constituer des tutoriels de danse jumpstyle. En date, la série de courts-métrages du duo Patrick Jumpstyle Jumpen compte plus de 35 millions de vues, dont 25 millions uniquement sur YouTube. En moyenne, ses courts métrages et son site web ont plus de 50 000 visites par jour. De ce fait, Patrick Jumpen est considéré comme une icône du genre. Patrick Jumpen apparait également dans des reportages allemands et français, respectivement, sur Arte et M6, ainsi que dans d'autres médias internationaux.
En 2007, Patrick Jumpen publie son premier album studio, One Man Army. Son premier single, Holiday, est publié le 3 mars 2007, et atteint la 5e place au hit-parade néerlandais. The Secret, le deuxième single, atteint aussi les charts, à la 13e place. En parallèle, il publie un DVD intitulé Jump, How to. Dès 2009, Patrick s'occupe de toutes les œuvres musicales de façon indépendante. Cependant, aucune production musicale ne transitera depuis cette année ; il participe seulement à un morceau intitulé Fucking avec la E(')de DJ Team.

## Discographie

### Album studio
- 2007 : One Man Army

### EP
- 2009 : Solis Invicti

### Singles
- 2007 : Holiday
- 2007 : The Secret